# Karl Renold
Karl Renold (* 4. August 1888 in Dättwil; † 4. September 1959 in Aarau, heimatberechtigt in Dättwil) war ein Schweizer Politiker (BGB).

## Biografie
Renolds Vater war Wilhelm Renold. Seine Brüder waren Wilhelm und Ernst Renold.
Renold absolvierte die Alte Kantonsschule Aarau und studierte später Rechtswissenschaften in Dijon, Zürich, Bern und Leipzig. Nach seiner Promotion wurde er 1913 Fürsprecher des Kantons Aargau, von 1913 bis 1914 war er als Gerichtssubstitut in Lenzburg tätig. Von 1917 bis 1925 war er aargauischer Staatsschreiber und von 1925 bis 1956 Direktor des aargauischen Versicherungsamtes.
Er wurde im Jahr 1942 in den Nationalrat gewählt, im Amtsjahr 1951/52 war er Nationalratspräsident. Er gehörte unter anderem der Atom- und Strahlenschutzkommission sowie der Militärkommission an. Von 1953 bis 1957 war er Präsident der Bauern-, Gewerbe- und Bürgerpartei. In der Schweizer Armee war er Oberst und von 1938 bis 1944 Kommandant der aargauischen Grenzbrigade 5.